# Аријан
Луције Флавије Аријан Ксенофонт (лат. Lucius Flavius Arrianus Xenophont, грч. Ἀρριανός; око 86 — 146) из Никомедије је био римски историчар, војни генерал и филозоф грчког порекла.
Његова дела укључују „Анабазу“ који се сматра најзначајним радом у животу Александра Македонског, „Индику“ која описује путовања у Индији током Александрових освајања и бројна друга мања дела. Аријана не треба мешати са атинским војсковођом и историчаром Ксенофонтом који је живео у 4. веку п. н. е. и чије се дело такође назива „Анабасис“. Модерни историчари сматрају Аријана једним од најбољих аутора о Александровим походима и једним од најзначајнијих историчара који су своја дела писали из војне перспективе.